# Mãn Vĩ
Mãn Vĩ (giản thể: 满伟; phồn thể: 滿偉; bính âm: Mǎn Wěi; ? – ?), tự Công Hành (公衡), là quan viên Tào Ngụy thời Tam Quốc trong lịch sử Trung Quốc.

## Cuộc đời
Mãn Vĩ quê ở huyện Xương Ấp, quận Sơn Dương, Duyện Châu, là con trai trưởng của danh thần Mãn Sủng. Mãn Vĩ thân cao tám thước, trong quan hệ xã hội có phẩm cách, khí độ mà nổi tiếng.
Năm 242, Mãn Sủng chết, Mãn Vĩ tập tước Xương Ấp hầu, quan đến chức Vệ úy, gả con gái cho Tư Mã Cán (con thứ ba của quyền thần Tư Mã Ý, em trai Tư Mã Sư, Tư Mã Chiêu).
Năm 258, Gia Cát Đản nổi dậy ở Thọ Xuân. Tư Mã Chiêu trưng triệu Mãn Vĩ theo quân chinh phạt. Trên đường đi, Vĩ bị bệnh, phải nán lại Hứa Xương.
Năm 260, Ngụy đế Tào Mao phát động binh biến, muốn tiêu diệt quyền thần Tư Mã Chiêu. Tư Mã Cán nghe tin, muốn vào Hoàng cung qua cổng Xương Hạp Dịch môn. Đại tướng quân Duyện Tôn Hựu khuyên Cán: Cổng này không đi được, nên qua Đông Dịch môn. Con của Vĩ là Mãn Trường Vũ, khi đó cũng đang giữ chức Duyện trong phủ Đại tướng quân (Tư Mã Chiêu), cũng khuyên anh rể.
Sau đó, Tư Mã Cán đến muộn, Tư Mã Chiêu hỏi lý do, Cán trả lời trung thực. Tham quân Vương Tiện cũng bị Trường Vũ ngăn cổng, trong lòng oán giận, gièm pha với Chiêu. Cuối cùng, Mãn Trường Vũ bị đánh chết, Mãn Vĩ bị bãi quan.

## Gia đình
- Mãn Trường Vũ (滿長武), con trai của Mãn Vĩ, quan đến Đại tướng quân Duyện, bị hành hình đến chết.
- Mãn thị (满氏), con gái của Mãn Vĩ, chính thê của Tư Mã Cán.

## Trong văn hóa
Mãn Vĩ không xuất hiện trong tiểu thuyết Tam quốc diễn nghĩa của La Quán Trung.